# Георги Георгиев (ветроходец)
Вижте пояснителната страница за други личности с името Георги Георгиев.
Георги Иванов Георгиев, наричан Капитанът, е български ветроходец по далечно плаване. Той е първият български ветроходец, обиколил света с яхта.

## Биография
Роден е в Кърджали на 4 юни 1930 г. Баща му е офицер от армията (родом от Ботевград) и семейството често сменя местожителството си. През 1939 или 1940 г. баща му получава назначение във Варна и тогава малкият Георги за първи път вижда морето. Очевидно то го примамва още тогава или, както се изразява първопроходецът в самотното ветроходство американецът Джошуа Слоукъм, „То, морето, ме очарова още от самото начало.“ От спомени на очевидци и приятели се знае, че бъдещият капитан Георгиев наистина е прекарвал повече време на хелинга (там, където навремето във Варненското пристанище са държали гребните и ветроходни лодки), отколкото над учебниците.
В началото на 1950-те години Капитана отива в София, където живее сестра му и изпратеният там неин съпруг – военен лекар. В онези години Георги Георгиев основава буквално „с 2 ръце“ първия софийски яхтклуб „Академик“ край Горни Пасарел. Жени се, ражда му се син, но скоропостижно се развежда и се завръща във Варна, за да се заеме да довърши образованието си. Без особени усилия завършва Вечерната гимназия и Техникума по корабостроене и корабоплаване, който му дава възможността да се заеме с онова, което най-много обича – да плава по море.
След основаването на яхтклуб „Порт Варна“ (който след смъртта на Капитана взема неговото име) Георги Георгиев се включва активно в дейността му. Първото голямо плаване, осъществено от този клуб през 1974 година с яхта „Вега“, е обиколка на Черно море с идеята да се търси сътрудничество за организиране на голяма регата в акваторията на Понта. То е под командването на Георги Георгиев, а членове на екипажа са Иван Георгиев - Зъбата, Иван Йорданов и журналистът Братислав Талев – син на писателя Димитър Талев и по онова време журналист в списание „Наука и техника за младежта“.
През 1975 година по решение на клубния съвет Георги Георгиев прави квалификационно плаване за Трансатлантическото състезание за самотници, известно тогава като ОСТАР (OSTAR – Observer Singlehanded Transatlantic Race), от Варна до Батуми.
На 5 юни 1976 година яхтата „Кор Кароли“ е сред 125-те допуснати до старта на ОСТАР-76. Състезанието Капитана завършва 37-и от общо 73 завършили в най-тежките хидрометеорологични условия, при които то се е провеждало. За първи път загиват двама души, мнозина са спасени в морето, а потрошените от щормовете яхти са десетки.
След прекалено дълъг престой за доокомлпектоване на яхтата в Ню Йорк „Кор Кароли“ отплава за Маями и оттам за Куба, където на 20 декември 1976 година стартира в околосветския си рейс. Започва от Хавана през Панама, Маркизките острови, Фиджи, Торесовия проток, Австралия, Индийския океан, Порт Елизабет, Кейп Таун до Хавана. Завършва го следващата година, отново на 20 декември, с рекордно за размерите и възможностите на яхтата проплавано време – под 202 денонощия. 3 години по-късно това постижение е включено в Книгата за рекорди на Гинес.
След завръщането си в родината капитан Георги Георгиев е удостоен със званието „Герой на Народна република България“. На името му е наименуван нов 25000-тонен кораб за насипни товари на „Български морски флот“, става почетен спортист № 1 за 1977 г., както и почетен гражданин на Варна и родния му Кърджали.